# Col du Pertuis (Drôme)
Pour les articles homonymes, voir Col du Pertuis.
Le col de Pertuis à 627 mètres d'altitude relie Dieulefit au sud à Rochebaudin au nord, dans le département français de la Drôme.

## Cyclisme

### Courses professionnelles
Le Tour de France 2025 passe par le col lors de la 17e étape. Le Norvégien Jonas Abrahamsen le franchit en tête.